# Homoljac
Homoljac falu Horvátországban Lika-Zengg megyében. Közigazgatásilag Plitvička Jezerához tartozik.

## Fekvése
Otocsántól légvonalban 33 km-re, közúton 37 km-re délkeletre, községközpontjától Korenicától légvonalban 7 km-re, közúton 11 km-re északnyugatra 52-es számú főút mentén fekszik.

## Története
Lakói legnagyobbrészt a 17. században a török által elfoglalt területekről betelepített pravoszláv vallású vlachok leszármazottai, akik 1800 után szerbeknek nyilatkoztatták ki magukat. A falunak 1890-ben 191, 1910-ben 260 lakosa volt. A trianoni békeszerződésig Lika-Korbava vármegye Korenicai járásához tartozott. Ezt követően előbb a Szerb-Horvát-Szlovén Királyság, majd Jugoszlávia része lett. 1945. március 14-én az usztasák 47 szerb nemzetiségű polgári lakost gyilkoltak meg a településen, házaikat pedig felgyújtották. 1991-ben a független Horvátország része lett, de szerb lakossága még az évben Krajinai Szerb Köztársasághoz csatlakozott. A horvát hadsereg 1995. augusztus 6-án a Vihar hadművelet keretében foglalta vissza a község területét, melynek szerb lakói nagyrészt elmenekültek. A falunak 2011-ben 21 lakosa volt, akik a vrelo koreničkoi parókiához tartoztak.

## Lakosság
| Lakosság változása | Lakosság változása | Lakosság változása | Lakosság változása | Lakosság változása | Lakosság változása | Lakosság változása | Lakosság változása | Lakosság változása | Lakosság változása | Lakosság változása | Lakosság változása | Lakosság változása | Lakosság változása | Lakosság változása | Lakosság változása |
| ------------------ | ------------------ | ------------------ | ------------------ | ------------------ | ------------------ | ------------------ | ------------------ | ------------------ | ------------------ | ------------------ | ------------------ | ------------------ | ------------------ | ------------------ | ------------------ |
| 1857               | 1869               | 1880               | 1890               | 1900               | 1910               | 1921               | 1931               | 1948               | 1953               | 1961               | 1971               | 1981               | 1991               | 2001               | 2011               |
| 0                  | 0                  | 0                  | 191                | 262                | 260                | 235                | 237                | 176                | 180                | 169                | 111                | 72                 | 46                 | 16                 | 21                 |

## Nevezetességei
A településtől nyugatra és a Korenica - Homoljac - Babin potok - Vrhovine úttól kb. 35 m-re északra egy mező területén található a Crkvina nevű lelőhely, ahol valószínűleg két középkori síremlék töredéke azonosítható. A lelőhely területe megközelítőleg 290 m2.